# Daniel Estulin
Daniel Estulin (Vilnius, 29 de agosto de 1966) é um autor e teórico da conspiração lituano especializado no Clube de Bilderberg, uma conferência anual à qual só assistem os convidados das elites nos campos dos negócios, finanças, meios de comunicação social e política. Ele é conhecido por seus extensos trabalhos sobre o dito grupo Bilderberg e pelos seus livros sobre técnicas de comunicação.
Estulin escreveu A Verdadeira História do Clube de Bilderberg (título original: La Verdadera Historia Del Club Bilderberg), um relatório sobre a natureza e as reuniões de pessoas mais poderosas do mundo. Segundo o livro de Estulin, o secreto Clube de Bilderberg tem produzido importantes decisões políticas, económicas e sociais desde a sua primeira reunião, em 1954.
Em 2006, um segundo livro publicado por Estulin, Los secretos del club Bilderberg (Os segredos do Clube de Bilderberg), cita algumas falas polêmicas de Lyndon LaRouche, ex-membro do Partido Democrato dos Estados Unidos.
Estulin trabalhou com o jornalista norte-americano Big Jim Tucker, que tem um interesse semelhante nas atividades do Grupo de Bilderberg.